# 山沖之彥
山沖之彥（1959年7月26日—）為日本的棒球選手、棒球解說員，出生於高知県。他曾效力於日本職棒歐力士野牛等，守備位置為投手，於1994年退役，生涯通算112勝記録。
其妻子是白川亞樹，而女兒則是現任寶塚歌劇團宙組男役芹香斗亜